# Mini Coupe
Mini Coupe — компактный спортивный автомобиль британского автопроизводителя Mini. Первый автомобиль марки в кузове купе и первый из двух, наряду с Mini Roadster, отростков ветви прогулочных Mini. Несмотря на то, что Mini Coupe запущен в массовое производство первым, из-за особенностей конструкции базовой моделью следует считать именно Mini Roadster.

## Конструкция и дизайн
Проект двухместного Mini с низкой крышей был реализован под руководством немца Герта Хильдебранда, шеф-дизайнера Mini. На оригинальное решение крыши купе, по его словам, его натолкнул элемент молодёжной моды - кепка надетая задом наперёд. Готовая концепция купе и родстера была представлена широкой аудитории на Франкфуртском мотор-шоу в 2009 году.

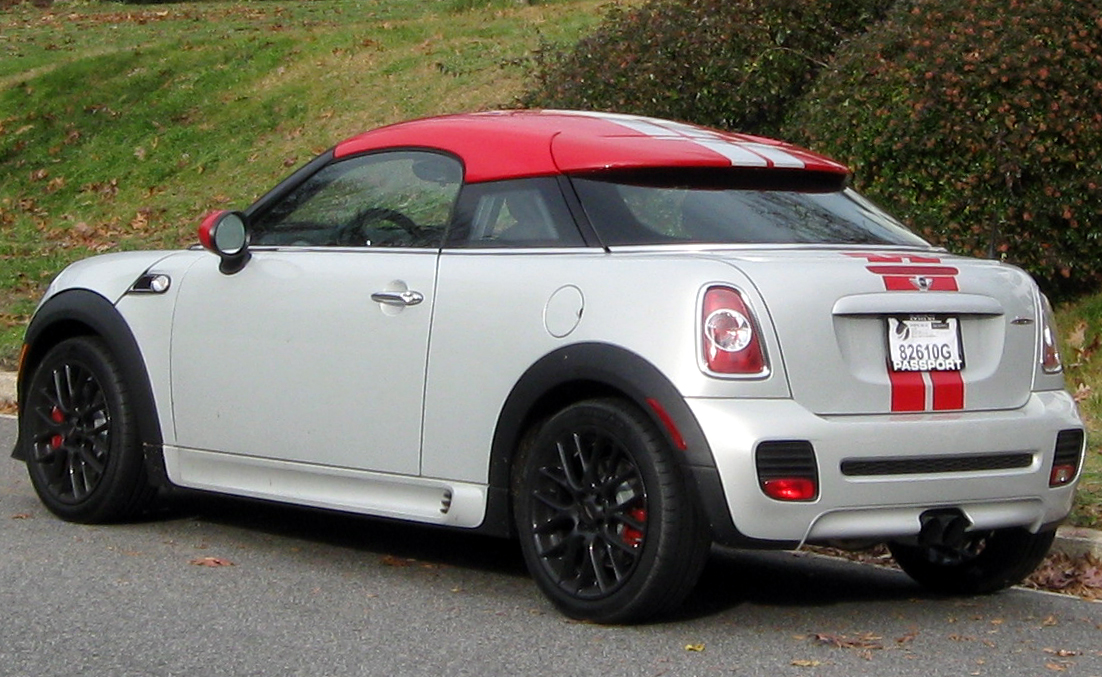
Mini John Cooper Works Coupe.

В основе - шасси от базовой модели линейки Mini Hatch, с полностью независимой подвеской (стойки McPherson спереди и многорычажная конструкция сзади), переднеприводной трансмиссией с 6-ступенчатыми ручной механической или автоматической гидромеханической КПП. Двигатели от него же, но исключительно в комплектациях с аббревиатурой Cooper либо JCW, т. е. минимальной мощностью 122 л.с. Основание кузова заимствовано у Mini Cabrio: от аналогичного элемента хетчбэка его отличает широкое применение увеличивающих жёсткость конструкции усилителей, боковые пороги из более толстой стали. Позади передних сидений - увеличивающий угловую жёсткость кузова массивный поперечный усилитель. Таким образом снаряженная масса купе, несмотря на более компактные по сравнению с хетчбэком габариты, выше в среднем на 25 кг, что обусловлено в первую очередь максимальной унификацией конструкции купе с родстером, которому данные усиливающие открытый кузов элементы в отличие от купе необходимы.